# Симеон Симеонов (футболист, р. 1983)
Вижте пояснителната страница за други личности с името Симеон Симеонов.
Симеон Симеонов (роден на 13 юли 1983 г. в Добрич) е бивш български футболист, полузащитник.

## Биография
Първите си стъпки във футбола започва в родния си град Добрич в детския и по-късно юношеския отбор на ПФК Добруджа. На 14 години преминава в школата на ЦСКА където играе в юношеския отбор младша и старша възраст на „армейците“. Въпреки това е включен в мъжкия им отбор само веднъж, но не влиза в игра. На 19 години се връща в Добрич, където играе за Добруджа в Б професионална футболна група. През 2008 преминава за сезон и половина в ПФК Нафтекс (Бургас). От 2011 до 2013 г. играе в А професионална футболна група с екипа на ПФК Черно море (Варна). Завръща се в родния си футболен клуб Добруджа през 2013 г.